# Defoide Sprachen
Defoide Sprachen oder kurz Defoid ist eine zusammenfassende Bezeichnung für die Gruppen der yoruboiden Sprachen, der akokoiden Sprachen (einschl. Akoko) und Ayere-Ahan (mitsamt Ayere und Ahan). 
Diese wurden früher (zum Beispiel Capo 1989) als eine genetische Untereinheit der West-Benue-Kongo-Sprachen aufgefasst. Nach heutigen Erkenntnissen sind die drei Einzelsprachen jedoch nicht näher mit den Yoruboid-Sprachen verwandt (Williamson-Blench in Heine-Nurse 2000). Somit ist Defoid als Bezeichnung einer genetischen Einheit heute nicht mehr üblich.
Manchmal wurde Defoid auch im Sinne von Yoruboid verwendet; dies führte aber zu Verwechslungen mit dem ursprünglich weiter definierten Defoid.